# 秋山國三
秋山 國三（あきやま くにぞう、1907年6月11日 - 1978年9月27日）は、日本の歴史学者。同志社大学名誉教授。
京都の地域史研究に取り組んだ。

## 来歴
京都市下京区出身。1932年京都帝国大学文学部史学科卒業。1934年から同志社専門学校講師、1944年に同志社外事専門学校教授。1949年に同志社大学教養部教授となり、1951年に経済学部・1954年に文学部に配置換え。1977年に退職して名誉教授となった。

## 主著
- 『公同沿革史 上』元京都市公同組合連合会、1944年
- 『京大日本史6 現代の日本』（共著）創元社、1953年
- 『京都「町」の研究』（共著） 法政大学出版局、1975年
- 『近世京都町組発達史 新版公同沿革史』法政大学出版局、1980年